# محوطه کیچیک یوردی
محوطه کیچیک یوردی مربوط به دوره سلجوقیان است و در شهرستان اردبیل، بخش مرکزی، روستای شیخ احمد واقع شده و این اثر در تاریخ ۱۴ مرداد ۱۳۸۲ با شمارهٔ ثبت ۹۴۲۶ به‌عنوان یکی از آثار ملی ایران به ثبت رسیده است.